# 페우케스타스

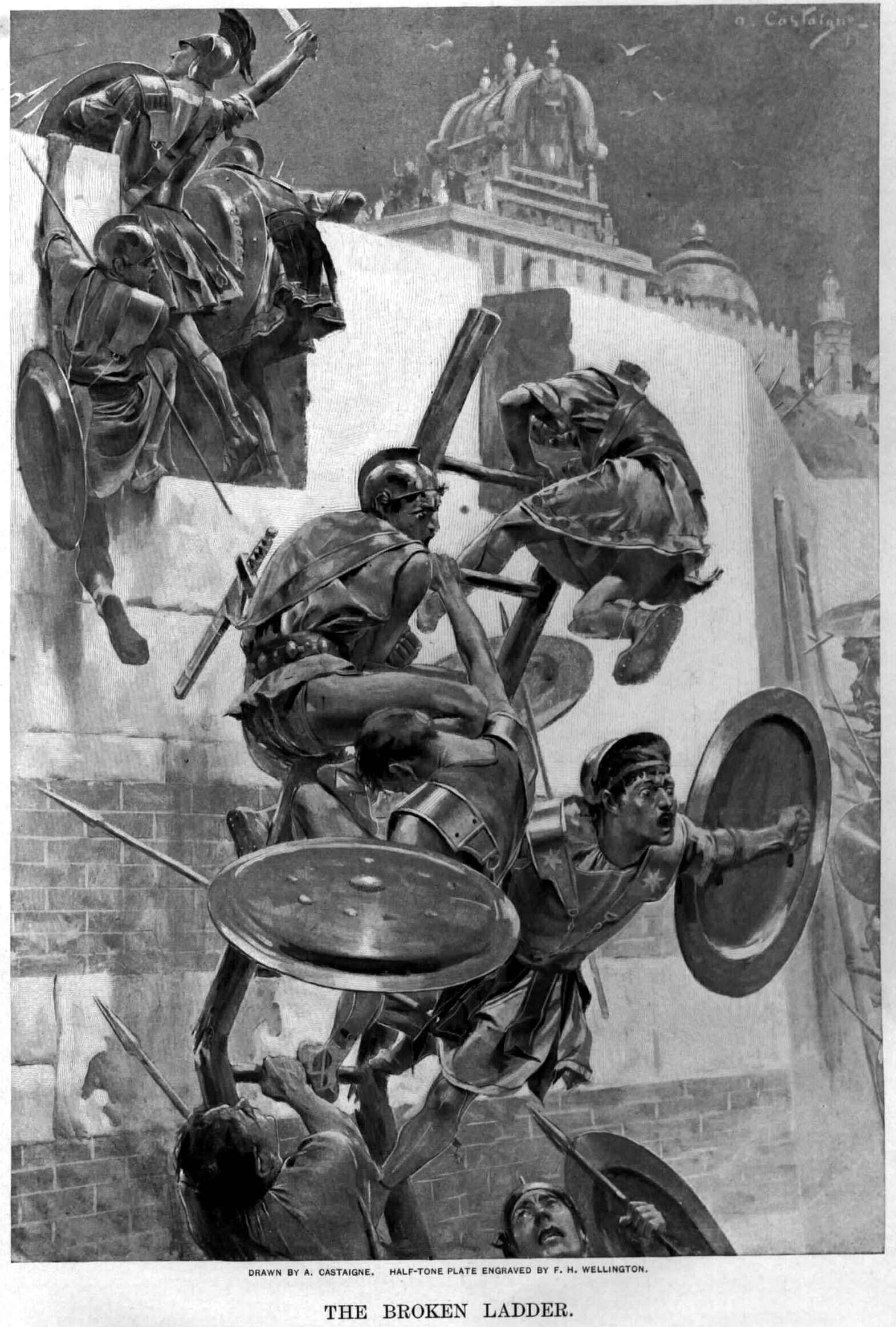

페우케스타스(고대 그리스어: Πευκεστας, 라틴어: Peucestas, 기원전 4세기)는 알렉산더 3세 대왕을 섬긴 마케도니아 왕국의 장군이다. 그는 마케도니아 미에자 출신의 알렉산더(대왕과는 다른 사람)의 아들이었다.

## 알렉산더 대왕의 원정
페우케스타스가 사서에 최초로 언급된 것은 기원전 326년에 히다스페스강을 내려갈 때 삼단노선 의장을 담당하는 담당자 중 한 명이었으며, 그 이전의 그의 역할은 알려져 있지 않다.
페우케스타스가 일약 유명해진 사건은 기원전 325년의 마라바스 공격에서였다. 그때 왕을 모시고 있던 그는 혼자서 적의 중간에 뛰어 들어 위험에 빠진 왕을 레온나토스, 아브레아스와 함께 도왔고, 트로이의 아테나의 신전에서 가지고 온 성스러운 방패로 비호하였지만, 부상을 당했다. 이 공적으로 페우케스타스는 동정의 1등 공신으로 선정되어 수사에서 맨 먼저 공적을 인정받아 금 면류관으로 보답받았다. 페르세폴리스에 도착하여 페르시스의 태수로 임명받았다. 또한 그것을 전후하여 그는 왕의 측근 관리로 승진하였고, 왕은 그를 위해 원래는 일곱이었던 정원을 한 명 더 늘이는 특례 조치를 취했다.
태수로서 페우케스타스는 페르시아의 복장과 풍습을 적극적으로 받아들여 페르시아인들의 지지를 받았지만, 마케도니아인들로부터 분노를 샀다. 기원전 323년 봄 20,000명의 페르시아 병사를 거느린 페우케스타스는 바빌론에서 병으로 누워 있던 왕에게 급히 달려갔으며, 왕이 위독하자 사라피스 성전에서 일정기간 머물며 기도를 했다.

## 알렉산더 사후
페우케스타스는 알렉산더의 죽음에 이어 일어난 여러 사건에서 주도적인 역할을 하지 않았다. 기원전 323년에 개최된 바빌론 회의에서 페르시스 태수로 유임되었다.(한편 유스티누스는 바빌로니아 태수라고 언급하고 있다) 그리고 이를 수정했던 기원전 321년의 트리파라디소스 협의에서도 페르시스 태수에 유임되었다.
기원전 317년에 메디아 태수 페이톤이 세력 확대를 노리고 파르티아를 침공하여 태수를 죽이고 자리를 빼앗았다. 이때 페우케스타스는 스스로의 1만명의 페르시아 병사들과 다른 동방의 태수들을 이끌고 페이튼과 전투를 벌여 승리를 거두었다. 페우케스타스는 이어 발생한 안티고노스와 에우메네스의 다툼에서 친했던 에우메네스의 편을 들었다. 페우케스타스는페이톤과의 전투를 같이 치른 티그리스강 서쪽의 여러 태수의 지지를 얻었고, 페우케스타스 자신도 페르세폴리스는 화려한 향연을 여는 등 병사들의 지지를 얻으려고 애썼다. 에우메네스는 특정한 총사령관을 내세우는 대신 알렉산드로스의 유품을 장식한 텐트를 재현하였고, 이른바 어전회의의 형태로 회의를 하거나, 편지를 위조하거나, 페우케스타스의 지지자 시비르티오스를 고소하는 등 교묘하게 페우케스타스의 영향력을 배제하고 사실상의 총사령관이 되었다.
이 일련의 전투에서 페우케스타스는 에우메네스와 총 지휘권을 다투는 권력욕이 강하고, 비겁하며, 무능한 장군으로 묘사되어 있다. 기원전 317년, 무승부로 끝난 〈파라에타케네 전투〉에서 페우케스타스는 기병부대를 이끌고 이때는 큰 과오없이 책임을 완수했다. 기원전 316년, 〈가비에네 전투〉 직전에 안티고노스가 월동을 하기 위해 흩어져 있던 에우메네스의 군대를 기습하려고 했을 때에는 안티고노스의 접근에 당황하여 후퇴를 하자고 제안했다. 가비에네 전투에서 페우케스타스는 에우메네스의 발목을 잡았다. 안티고노스의 기병 공격에 공황상태에 빠져 마음대로 후퇴하였고, 에우메네스가 반격을 시도할 때 동참을 거부하고 더욱 후퇴했다. 결과적으로 이 회전에서의 패배(전술적으로는 무승부였지만)는 에우메네스의 파멸로 이어져 그는 아군에게 배신당해 안티고노스에게 인도되었고, 군은 적에게 항복했다. 그러나 그 배신이 못마땅했던 안티고노스는 페우케스타스에게 영지를 거론하며, 거짓 약속으로 페우케스타스를 격려하면서도 그를 멀리했다.

## 참고자료
- 윌리엄 스미스 (editor); 그리스 로마 전기와 신화 사전, "Peucestas (2)" 보관됨 2010-10-05 - 웨이백 머신, 보스턴, (1867)